# Religión en Nueva España

Máxima extensión de Nueva España.

La religión en Nueva España fue la católica, única permitida por el régimen virreinal. La aparición de la Virgen de Guadalupe en 1531 propició la conversión de muchos autóctonos, y durante toda la colonia su santuario fue el más importante de Nueva España.